# Guyamag
Le magazine Guyamag, lancé en juin 2005, est la version guyanaise du magazine Jarrymag (publié en Guadeloupe, qui a été renommé Karumag en janvier 2014) et du magazine Madinmag, publié en Martinique depuis mai 2011. La plupart du contenu rédactionnel est commune aux trois titres, ainsi que la maquette.
Son contenu rédactionnel spécifique à la Guyane est essentiellement destiné aux actifs : chefs d’entreprises, cadres et employés des entreprises. Il est composé d’informations de proximité concernant la vie active en Guyane et d’informations plus générales liées aux domaines de l’économie, de la formation professionnelle, de l'environnement, du droit, etc.
Chaque édition comporte des portraits, un dossier thématique commun aux magazines des trois départements, des articles provenant de contributeurs, comme les chambres de commerce, ou des associations professionnelles (Medef, Réseau Entreprendre, APM...).
Guyamag est distribué sur les secteurs de Cayenne et Kourou. Son tirage moyen est de 15 000 exemplaires pour 6 parutions annuelles.
- Impression : quadrichromie
- Format : 210 × 297 mm
- Papiers : 170 g CB (couché brillant) (couvertures) et 70 g CB (cahiers intérieurs)
- Tirage moyen : 15 000 exemplaires
- Pagination moyenne : 84 pages
- Distribution : 200 points de dépôt
- Informations, articles en ligne, téléchargement du magazine ou version interactive sur www.ewag.fr
- Abonnement en ligne proposé pour recevoir le magazine par courrier